# جيورجي ارجيلاشكي
جيورجي ارجيلاشكي (بالبلغارية: Георги Аргилашки) (13 يونيو 1991 ببلوفديف في بلغاريا - ) هو لاعب كرة قدم بلغاري في مركز حراسة المرمى. لعب مع نادي لودوغورتس رازغراد ولودوغورتس رازغاردز II ‏ وFC Pirin Razlog ‏ وPFC Brestnik 1948 ‏.

## وصلات خارجية
- جيورجي ارجيلاشكي على موقع الاتحاد الأوربي (الإنجليزية)
- جيورجي ارجيلاشكي على موقع قاعدة بيانات كرة القدم.إي يو (الإنجليزية)
- جيورجي ارجيلاشكي على موقع Soccerway.com (الإنجليزية)
- جيورجي ارجيلاشكي على موقع AS.com (الإسبانية)